# Монсальве, Джонатан
Джонатан Монсальве (исп. Jonathan Monsalve, род. 28 июня 1989 в Венесуэле) — венесуэльский профессиональный шоссейный велогонщик.

## Достижения
2009
 Чемпион Венесуэлы — Групповая гонка U23
3-й — Вуэльта Тахиры — Генеральная классификация
1-й  — Очковая классификация
1-й  — Молодёжная классификация
1-й — Смешанная классификация
1-й — Этапы 3 и 12
2010
 Чемпион Венесуэлы — Групповая гонка U23
1-й — Этап 8 Джиробио U23
2-й — Джиро делла Валле д’Аоста — Генеральная классификация
1-й — Этап 2
7-й — Трофей Франко Балестро
5-й — Gran Premio della Liberazione
8-й — Вуэльта Тахиры — Генеральная классификация
1-й — Этап 7
2011
1-й  Тур Лангкави — Генеральная классификация
1-й  — Горная классификация
1-й — Этап 5
2012
7-й — Трофей Маттеотти
2013
9-й — Вуэльта Венесуэлы — Генеральная классификация
2014
1-й  Джиро дель Трентино — Горная классификация
9-й — Вуэльта Венесуэлы — Генеральная классификация
1-й — Этап 3
2015
1-й — Этап 10 Вуэльта Тахиры
2016
1-й  Вуэльта Венесуэлы — Генеральная классификация
1-й  — Очковая классификация
1-й — Этап 2
3-й — Pan American Road and Track Championships — Групповая гонка
5-й — Тур Марокко — Генеральная классификация
9-й — Вуэльта Тахиры — Генеральная классификация
2017
1-й  Тур озера Цинхай — Генеральная классификация
4-й — Вуэльта Тахиры — Генеральная классификация
1-й — Этап 3
1-й — Этап 5 Тур Сингкарака

## Статистика выступлений наГранд Турах
| Гранд Тур | 2014 | 2015 |
| --------- | ---- | ---- |
| Джиро     | 66   | 30   |
| Тур       | -    | -    |
| Вуэльта   | -    | -    |